# La Bataille du Sinaï
Pour plus de détails, voir Fiche technique et Distribution.
La Bataille du Sinaï (La battaglia del Sinai) est un film de guerre italo-israélien sorti en 1969, réalisé par Maurizio Lucidi.

## Synopsis
Huit soldats israéliens sont envoyés en mission pour prendre le contrôle d'une base de missiles ennemis, mais ils se trouvent confrontés à une violente contre-attaque.

## Fiche technique
- Titre français : La Bataille du Sinaï ou Cinq Jours dans le Sinaï[1]
- Titre original italien : La battaglia del Sinai
- Titre original israélien : חמישה ימים בסיני (Hamisha yamim B'Sinai)[1]
- Genres : Drame , film de guerre
- Réalisateur : Maurizio Lucidi
- Production : Franco Palombi, Gabriele Silvestri pour Italcine TV, Faga Film
- Scénario : Adriano Bolzoni, Marius Mattei
- Photographie : Luigi Filippo Carta, Angelo Lotti
- Montage : Alberto Gallitti
- Musique : Giovanni Fusco, Gianfranco Plenizio
- Décors : Demofilo Fidani
- Costumes : Mila Valenza
- Année de sortie : 1969
- Durée : 98 minutes
- Pays :  Italie,  Israël
- Distribution en Italie : Unidis
- Date de sortie en salle en France : 13 septembre 1972[1]

## Distribution
- Assi Dayan : Jossi
- Zev Revah : Saadia
- Mavì : Aviva
- Katia Christine : Laila
- Luigi Casellato : Abramo
- Luciano Catenacci : Arden
- Carlo De Mejo : Ylan
- Daniele Dublino : Alek
- Franco De Rosa : Gabriele